# Milan Kranjc
Milan Kranjc-Kajtimir, slovenski četniški častnik, * 13. marec 1915, Ljubljana, † 10. september 1943, Grčarice.
Leta 1935 je končal šolanje na vojaški akademiji v Beogradu ter kot podporočnik in poročnik vojske Kraljevine Jugoslavije služboval na Sušaku pri Reki, v Gerovem in Delnicah. Po kapitulaciji Kraljevine Jugoslavije je živel v Ljubljani. Maja 1942 se je vključil v četniški oddelek, ki se je na Dolenjskem razvil v Štajerski bataljon; v njem je bil komandir čete. Ko je iz tega bataljona nastala Legija smrti je postal komandant njenega 2. bataljona.
Septembra 1943 je prestopil k četnikom in postal najprej komandant Centralnega četniška odreda. Odred, ki je bil sestavljen iz dveh bataljonov je deloval na Dolenjskem. Kasneje je poveljstvo nad odredom, ki je po enih podatkih štel več kot 200 mož med katerimi je bilo tudi okoli 50 bivših aktivnih in rezervnih častnikov (po drugih podatkih pa okoli 35 častnikov in 125 vojakov), prevzel  orožniški major Danilo Koprivica, njegov namestnik pa je postal Milan Kranjc-Koritnik, s plavogardističnim imenom Kajtimir. Ob tej priložnosti ga je Draža Mihajlović povišal v kapetana. Po napadu enot 14. divizije 8. septembra se je s svojim bataljonom bojeval v dobro utrjeni postojanki Grčarice. Postojanka je bila končno premagana 10. septembra ob podpori italijanskih topov, katere sta s topničarji vred po hudih bojih 8. in 9. septembra z divizijo Macerata zajeli Tomšičeva in Prešernova brigada, Milan Kranjc pa je v tej borbi padel.